# Борго Фуро (Падова)
Борго Фуро је насеље у Италији у округу Падова, региону Венето.
Према процени из 2011. у насељу је живело 26 становника. Насеље се налази на надморској висини од 22 м.